# Пейдж, Энтони
Энтони Пейдж (англ. Anthony Page, род. 21 сентября 1935 года, Бангалор, Британская Индия) — британский режиссёр театра и кино.

## Биография
В возрасте 19 лет Пейдж отправился в Канаду на бесплатном рейсе с Королевскими военно-воздушными силами Канады и автостопом добрался до Нью-Йорка, где учился у Сэнфорда Мейснера. В 1964 году он взял на себя руководство королевским двором, когда Джордж Дивайн заболел. Он снимал фильм «Недопустимая улика» вместе с Николом Уильямсоном.

## Фильмография
- Недопустимая улика (1968)
- Мужской род (1969)
- Пуэбло (1973)
- Ракеты октября (1974)
- F. Scott Fitzgerald in Hollywood (1975)
- Collision Course: Truman vs. MacArthur (1976)
- Я никогда не обещала вам розового сада (1977)
- Отпущение грехов (1978)
- Леди исчезает (1979)
- F.D.R.: The Last Year (1980)
- Билл (1981)
- Джонни Белинда (1982)
- Грейс Келли (1983)
- Билл: Сам по себе (1983)
- Убийство: по причине невменяемости (1985)
- Вторая подача (1986)
- Монте-Карло (1986)
- Сплошная ложь (1987)
- Скандал в маленьком городке (1988)
- Кошмарные годы (1989) (мини-сериал)
- Чернобыль: Последнее предупреждение (1991)
- Беззвучные крики (1993)
- Ветер перемен (1994)
- Живые бомбы (1998)
- Цинковая кровать (2008)